# João Alexandre Barbosa
João Alexandre Costa Barbosa (Recife, 1937 - São Paulo, 3 de agosto 2006) foi um professor, ensaísta e crítico literário brasileiro. Era professor titular da Faculdade de Filosofia, Letras e Ciências Humanas da Universidade de São Paulo. Foi pró-reitor de cultura e extensão universitária da USP e presidente da Edusp, tendo idealizado o Programa Nascente e o CINUSP Paulo Emílio.
Sobrinho de Abelardo Rodrigues.